# Babo (woreda)
Pour les articles homonymes, voir Babo.
Babo, Babo Gambel ou Babo Gambela est un woreda de l'ouest de l’Éthiopie situé dans la zone Mirab Welega de la région Oromia. Il a 60 513 habitants en 2007 et son centre administratif est Debeqa.
Détache du woreda Jarso au plus tard en 2007, Babo est limitrophe de la zone Kelam Welega au niveau du woreda Gawo Kebe. Il est entouré dans la zone Mirab Welega par Mana Sibu et Kiltu Kara au nord, Nejo au nord-est, Jarso à l'est et Kondala à l'ouest.
Son centre administratif peut s’appeler Debeqa,, Babo Debeka[réf. souhaitée] ou Babo Town selon les sources et se trouve sur la route Nejo-Begi.
Le recensement national de 2007 fait état d'une population de 60 513 habitants pour ce woreda dont 6 % de citadins avec 3 717 habitants à Debeqa. Environ 44 % des habitants sont musulmans, 32 % sont orthodoxes et 23 % sont protestants.
En 2022, la population du woreda est estimée à 87 107 personnes avec une densité de population de 97 personnes par km2 et 902 km2 de superficie.